# Irfan Bachdim
Irfan Bachdim, né le 11 août 1988 à Amsterdam aux Pays-Bas, est un footballeur international indonésien. Il évolue au poste de milieu offensif.

## Biographie

### Carrière en équipe nationale
Irfan Bachdim joue son premier match en équipe nationale le 21 novembre 2010 lors d'un match amical contre le Timor oriental (victoire 6-0).
Au total, il compte 26 sélections officielles et 7 buts en équipe d'Indonésie depuis 2010.

## Statistiques

### Buts en sélection
Le tableau suivant liste les résultats de tous les buts inscrits par Irfan Bachdim avec l'équipe d'Indonésie.